# Klaus Jürgen Berthold

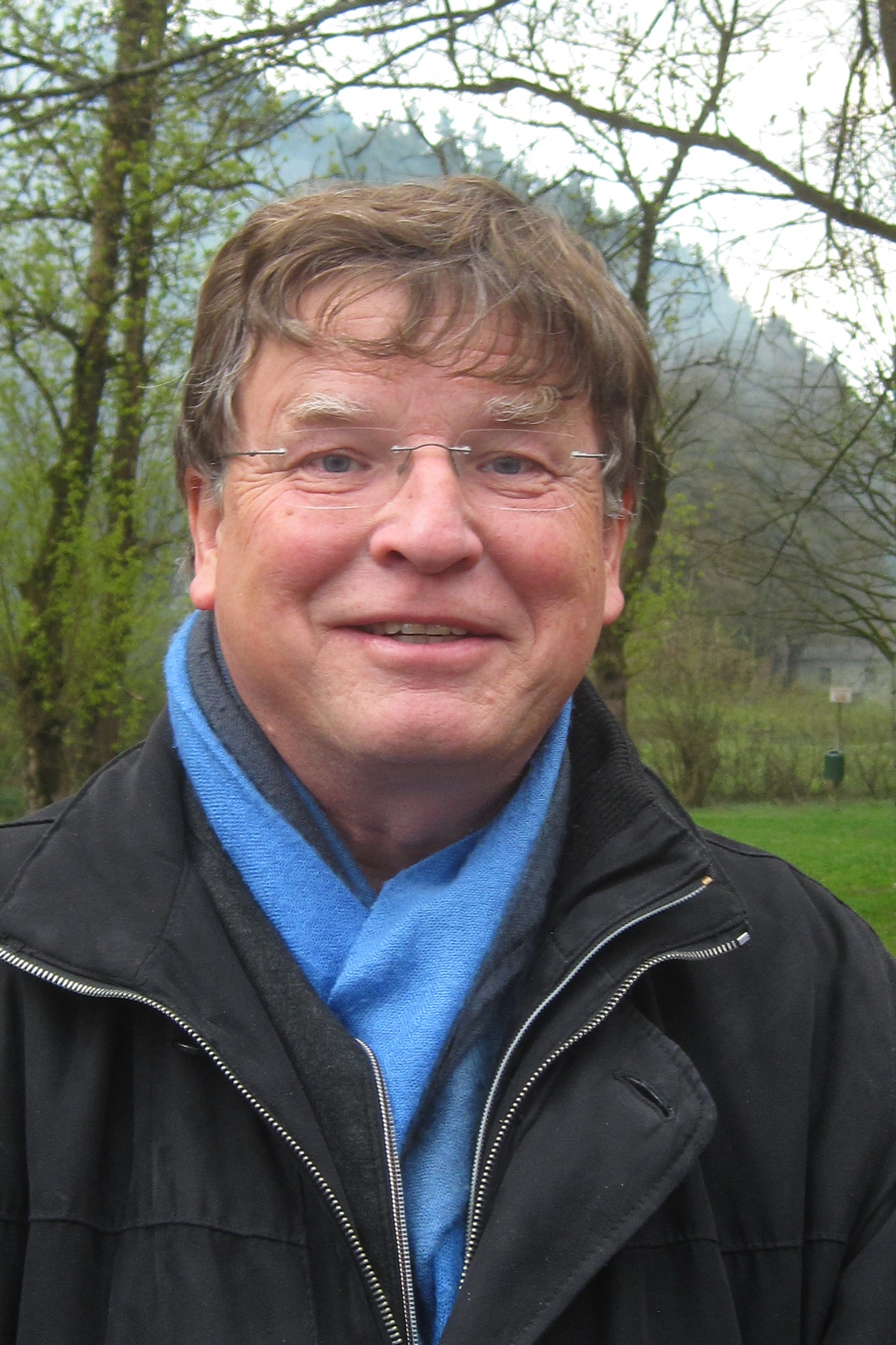
Klaus Jürgen Berthold

Klaus Jürgen Berthold (* 11. April 1948 in Halle (Saale)) ist ein deutscher Schriftsteller und pensionierter Gymnasiallehrer.

## Leben
Berthold wurde in Halle (Saale) geboren und wuchs in Wanne-Eickel auf. Sein Studium der Physik in Göttingen und Kiel schloss er als Diplom-Physiker ab. Seit 1977 war er in Norderstedt, Unna, Menden und Hemer als Lehrer tätig. Klaus Jürgen Berthold lebt in Hemer und unterrichtete am dortigen Friedrich-Leopold-Woeste-Gymnasium als Oberstudienrat in den Fächern Mathematik, Physik, Informatik und Religion. Seit Sommer 2013 befindet er sich im Ruhestand.

## Werke
- Das tolle Auto Ottocar. Engelbert, Balve 1983, ISBN 3-536-01650-2.
- Ottocar und die schwarzen Ritter. Engelbert, Balve 1984, ISBN 3-536-01692-8.
- Der Tag, an dem Onkel Paul verschwand. Engelbert, Balve 1985, ISBN 3-536-01733-9.
- Das tolle Auto Ottocar und der Zauberer Spitzeck. Engelbert, Balve 1986, ISBN 3-536-01755-X.
- Das tolle Auto Ottocar und die Weißwetterhexe. Engelbert, Balve 1986, ISBN 3-536-01756-8.
- Das tolle Auto Ottocar und die Feuerzwerge. Engelbert, Balve 1987, ISBN 3-536-01780-0.
- Das tolle Auto Ottocar und das Piratenschiff. Engelbert, Balve 1987, ISBN 3-536-01779-7.